# Wanda Fidelus-Ninkiewicz
Wanda Fidelus-Ninkiewicz (ur. 25 stycznia 1954 w Gdyni) − polska urzędniczka, w latach 2006−2009 szef Kancelarii Sejmu.

## Życiorys
W 1978 ukończyła studia na Wydziale Prawa i Administracji Uniwersytetu Gdańskiego. Ukończyła szkolenie z zakresu administracji publicznej w Danii, a także studia podyplomowe z zakresu zarządzania w Szkole Głównej Handlowej. W latach 90. kierowała Urzędem Rejonowym w Gdyni, a następnie była naczelnikiem wydziału w Urzędzie Miasta Gdyni. Od 1998, z krótką przerwą w 2001 (była członkiem zarządu Nafty Polskiej SA), pracowała w Kancelarii Sejmu (w latach 1998−2006 jako z-ca Szefa, a od 14 lutego 2006 do 2009 jako Szef Kancelarii). Od 1 marca 2011 do lipca 2019 była dyrektorem Biura Naczelnej Izby Lekarskiej.